# Blagovéshchensk (Baskortostán)
Blagovéshchensk (en ruso: Благове́щенск) es una ciudad de la república de Baskortostán, Rusia, ubicada 42 km al norte de Ufá —la capital de la república—, a la orilla derecha del río Bélaya, un afluente del Kama, y este, a su vez, lo es del Volga. Su población en el año 2010 era de 34 200 habitantes.

## Historia

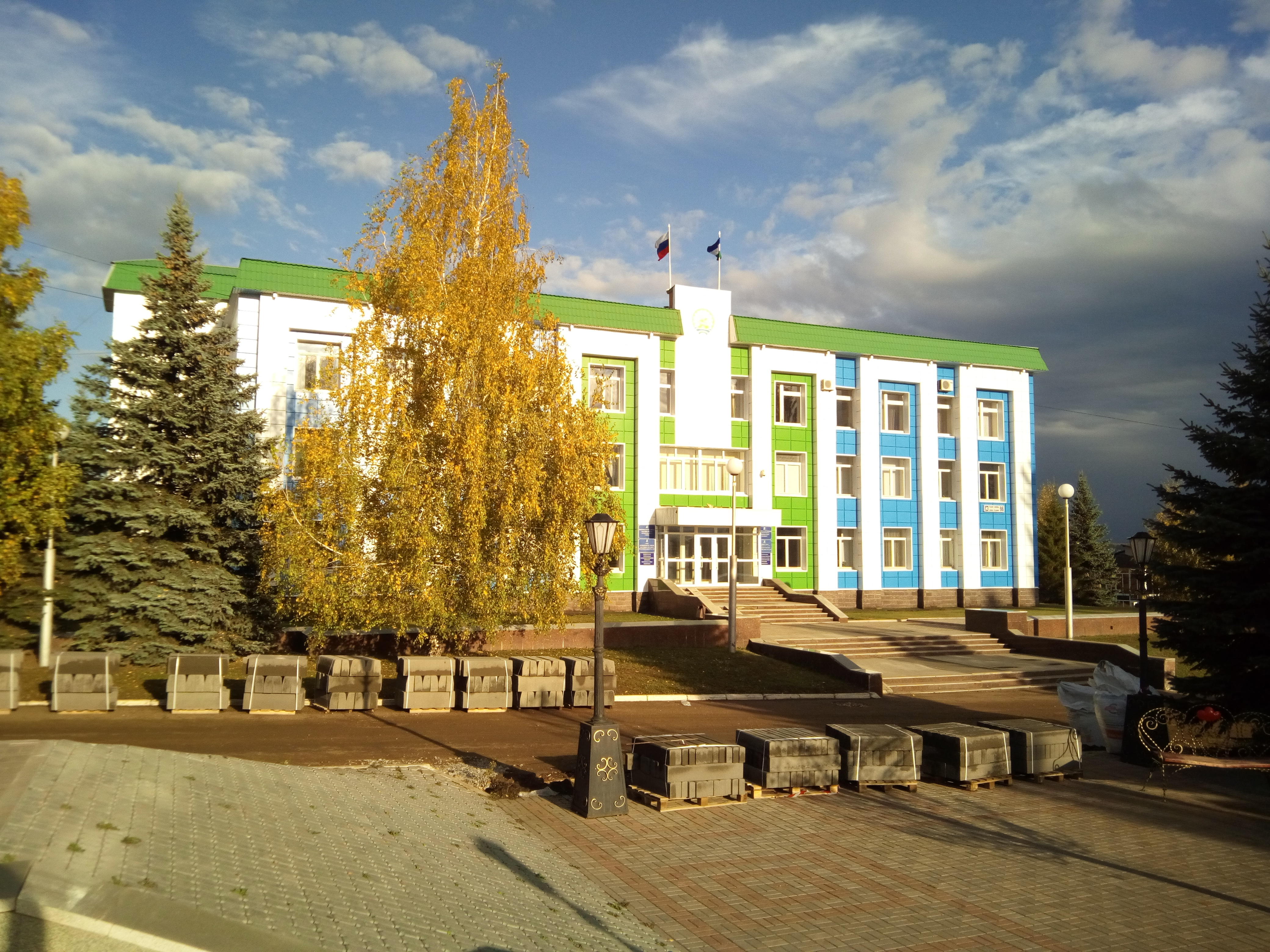

Se fundó en 1756 como un asentamiento para la fundición de cobre y obtuvo el estatus o categoría de ciudad en 1941.